# Kharsan
Kharsan (tiếng Ả Rập: الخرسان; trước đây được biết đến Ras al-Ayn) là một ngôi làng Syria nằm trong phó huyện Hamraa của huyện Hama, Hama. Theo Cục Thống kê Trung ương Syria (CBS), Kharsan có dân số 931 trong cuộc điều tra dân số năm 2004. Cư dân của nó chủ yếu là Alawites.